# Laila Pullinen
Laila Annikki Pullinen-Ramsay, née le 21 juillet 1933 à Terijoki et morte le 4 novembre 2015 à Helsinki, est une sculptrice finlandaise.